# LaMelo Ball
Pour les articles homonymes, voir Ball.
LaMelo LaFrance Ball, né le 22 août 2001 à Anaheim en Californie (États-Unis), est un joueur américain de basket-ball évoluant au poste de meneur.
Après des études secondaires au Chino Hills High School, il décide de ne pas évoluer en NCAA pour devenir professionnel et évoluer avec le club lituanien de BC Prienai avant de rejoindre, avec son frère LiAngelo, les Ballers de Los Angeles, club évoluant dans une nouvelle ligue américaine créée par leur père LaVar Ball.
En novembre 2018, il décide de retourner dans le monde du basket-ball de lycée pour évoluer avec Spire Institute, en College-preparatory school. Il est sélectionné en troisième position à la draft 2020 par les Hornets de Charlotte.

## Biographie

### Lycée
LaMelo Ball, alors âgé de 12 ans déclare s'engager verbalement en faveur des Bruins de l'UCLA, club représentant l'université de Californie à Los Angeles dans le championnat de NCAA.
Pour la saison 2015-2016, il rejoint l'équipe de la high school de Chino Hills en Californie, où il évolue au poste de meneur, dans le même club que ses frères Lonzo Ball et LiAngelo. L'équipe remporte le championnat d'État de la California Interscholastic Federation (CIF). Sous l'impulsion des trois frères, l'équipe termine la saison sur un bilan de 35 victoires en autant de rencontres, et est classée meilleure équipe lycéenne du pays. LaMelo Ball est alors reconnu comme l'un des meilleurs étudiants de première année du pays.
En deuxième année, Ball connaît une exposition médiatique après avoir réussi un tir de la moitié du terrain en décembre 2016. Il fait à nouveau parler de lui un peu plus tard après avoir réussi 92 points dans un match contre Los Osos High School en février 2017, match qu'il a ensuite dédié à une élève de son lycée qui était en attente d'un nouveau cœur. Plus tard lors de cette année 2017, Lamelo affronte Zion Williamson, autre joueur classé parmi l’élite du pays. Les deux formations, BBB et Sc Supreme, se livrent un duel serré dont l'équipe de Williamson sort vainqueur. Au cours de ses années d’études secondaires, Ball est classé parmi les meilleurs joueurs du pays de sa classe.
Lors de son année sophomore à Chino Hills, LaMelo tourne à plus de 26 points par match. Son père LaVar Ball décide de le retirer de Chino pour le former pendant les deux années qui précédent son inscription à la draft 2020,. Il explique alors que c'est pour le protéger des interrogations entourant les choix du nouvel entraîneur de Chino, choix non partagés par LaVar Ball, et celles de la NCAA sur l'éligibilité de son fils qui est devenu le plus jeune joueur à posséder sa propre signature sur une marque de basket.

### Passage en Europe (2018)
À la suite de cela, LaMelo signe son premier contrat professionnel avec le BC Prienai évoluant en première division du Championnat de Lituanie (LKL). À seulement 16 ans, il devient le plus jeune basketteur américain à devenir basketteur professionnel.
Lors de son premier match en professionnel, LaMelo ne joue que quelques minutes et ne marque aucun point (0 sur 4 aux tirs, 0 sur 3 aux tirs à trois points).
En avril 2018, son père annonce que lui et son frère LiAngelo ne termineront pas la saison en Lituanie. LaMelo conclut sa première expérience professionnelle avec des statistiques de 6,5 points de moyenne à 29 % de réussite à deux points et 25 % à trois points, 1,1 rebond et 2,4 passes décisives en 12 minutes de jeu et 4 d'évaluation en huit matchs.

### Los Angeles Ballers puisSpire Institute(2018)
LaMelo Ball dispute sept matchs avec les Los Angeles Ballers en JBA, nouvelle ligue crée par son père.
En novembre 2018, il retourne au basket-ball de lycée pour évoluer avec Spire Institute dans l'Ohio.

### Illawarra Hawks (2019-2020)
Le 17 juin 2019, Ball signe un contrat de deux ans avec le club australien des Illawarra Hawks en National Basketball League (NBL) avec une clause NBA. Ball part en Australie avec Jermaine Jackson, son ancien entraîneur à la Spire Institute, pour l'aider à s'intégrer dans l'équipe. Il joue 12 matches avec les Hawks pour des moyennes de 17 points, 7,4 rebonds et 6,8 passes décisives par rencontre et une adresse de 37,7 %. Ball est nommé rookie saison en NBL.

### Hornets de Charlotte (depuis 2020)
Fin avril 2020, LaMelo Ball annonce sa participation à la draft 2020. Il est sélectionné par les Hornets de Charlotte en 3e position.
Le 9 janvier 2021, Ball devient, à 19 ans et 140 jours, le plus jeune joueur à réussir un triple-double en saison régulière de la NBA, battant le précédent record de précocité de Markelle Fultz : il marque 22 points, prend 12 rebonds et fait 11 passes décisives dans la victoire de son équipe contre les Hawks d'Atlanta.
En juin 2021, il est élu rookie de l'année de la NBA devant Anthony Edwards et Tyrese Haliburton.
En 2022, il est sélectionné pour la première fois de sa carrière pour le All-Star Game.
Lors de l’intersaison 2022, il décide de changer de numéro, passant du numéro 2 au 1.
Fin février 2023, LaMelo Ball se casse la cheville droite. Il manque le reste de la saison.
En juillet 2023, il signe une extension de contrat de 260 millions de dollars sur cinq ans avec les Hornets.
En novembre 2023, LaMelo Ball affiche des statistiques de 32,2 points, 8,6 passes, 5,8 rebonds avant de se blesser une nouvelle fois à la cheville. Fin mars 2024, à nouveau écarté des parquets depuis plus de deux mois, il est annoncé qu'il ne rejouera pas de la saison.

## Palmarès

### NBA
- 1 sélection au All-Star Game en 2022.
- NBA Rookie of the Year en 2021.
- NBA All-Rookie First Team en 2021.

## Statistiques

### International

#### LKL
| Saison    | Équipe   | Matchs | Titul. | Min./m | % Tir | % 3pts | % LF | Rbds/m. | Pass/m. | Int/m. | Ctr/m. | Pts/m. |
| --------- | -------- | ------ | ------ | ------ | ----- | ------ | ---- | ------- | ------- | ------ | ------ | ------ |
| 2017-2018 | Prienai  | 8      | 1      | 12,8   | 26,8  | 25,0   | 73,7 | 1,10    | 2,40    | 0,80   | 0,10   | 6,50   |
| Carrière  | Carrière | 8      | 1      | 12,8   | 26,8  | 25,0   | 73,7 | 1,10    | 2,40    | 0,80   | 0,10   | 6,50   |

#### NBL
| Saison    | Équipe    | Matchs | Titul. | Min./m | % Tir | % 3pts | % LF | Rbds/m. | Pass/m. | Int/m. | Ctr/m. | Pts/m. |
| --------- | --------- | ------ | ------ | ------ | ----- | ------ | ---- | ------- | ------- | ------ | ------ | ------ |
| 2019-2020 | Illawarra | 12     | 12     | 31,2   | 37,7  | 25,0   | 72,3 | 7,40    | 6,80    | 1,70   | 0,20   | 17,00  |
| Carrière  | Carrière  | 12     | 12     | 31,2   | 37,7  | 25,0   | 72,3 | 7,40    | 6,80    | 1,70   | 0,20   | 17,00  |

### NBA

#### Saison régulière
| Recrue/rookie de la saison |

| Saison        | Équipe        | Matchs | Titul. | Min./m | % Tir | % 3pts | % LF | Rbds/m. | Pass/m. | Int/m. | Ctr/m. | Pts/m. |
| ------------- | ------------- | ------ | ------ | ------ | ----- | ------ | ---- | ------- | ------- | ------ | ------ | ------ |
| 2020-2021     | Charlotte     | 51     | 31     | 28,8   | 43,6  | 35,2   | 75,8 | 5,92    | 6,14    | 1,59   | 0,35   | 15,75  |
| 2021-2022     | Charlotte     | 75     | 75     | 32,3   | 42,9  | 38,9   | 87,2 | 6,68    | 7,61    | 1,59   | 0,40   | 20,11  |
| 2022-2023     | Charlotte     | 36     | 36     | 35,2   | 41,1  | 37,6   | 83,6 | 6,42    | 8,44    | 1,28   | 0,31   | 23,28  |
| 2023-2024     | Charlotte     | 22     | 22     | 32,3   | 43,3  | 35,5   | 86,5 | 5,14    | 8,00    | 1,82   | 0,18   | 23,91  |
| 2024-2025     | Charlotte     | 47     | 47     | 32,0   | 40,5  | 33,9   | 84,3 | 4,94    | 7,36    | 1,15   | 0,28   | 25,19  |
| Carrière      | Carrière      | 231    | 211    | 31,9   | 42,1  | 36,5   | 83,7 | 5,97    | 7,40    | 1,47   | 0,33   | 21,03  |
| All-Star Game | All-Star Game | 1      | 0      | 22,0   | 63,6  | 50,0   | -    | 3,00    | 3,00    | 3,00   | 0,00   | 18,00  |

## Records sur une rencontre en NBA
Les records personnels de LaMelo Ball en NBA sont les suivants, :
| Type de statistique        | Saison régulière | Saison régulière       | Saison régulière |
| Type de statistique        | Record           | Adversaire             | Date             |
| -------------------------- | ---------------- | ---------------------- | ---------------- |
| Points                     | 50               | @ Bucks de Milwaukee   | 23 novembre 2024 |
| Paniers marqués            | 17               | @ Bucks de Milwaukee   | 23 novembre 2024 |
| Paniers tentés             | 38               | @ Bucks de Milwaukee   | 23 novembre 2024 |
| Paniers à 3 points réussis | 9                | @ Hawks d'Atlanta      | 25 octobre 2024  |
| Paniers à 3 points tentés  | 18               | 2 fois                 | 2 fois           |
| Lancers francs réussis     | 15               | @ Spurs de San Antonio | 12 janvier 2024  |
| Lancers francs tentés      | 16               | @ Spurs de San Antonio | 12 janvier 2024  |
| Rebonds offensifs          | 5                | 2 fois                 | 2 fois           |
| Rebonds défensifs          | 16               | Knicks de New York     | 12 novembre 2021 |
| Rebonds totaux             | 17               | Knicks de New York     | 12 novembre 2021 |
| Passes décisives           | 15               | 2 fois                 | 2 fois           |
| Interceptions              | 5                | 4 fois                 | 4 fois           |
| Contres                    | 2                | 6 fois                 | 6 fois           |
| Balles perdues             | 10               | @ Hawks d'Atlanta      | 25 octobre 2024  |
| Minutes jouées             | 44               | Raptors de Toronto     | 7 février 2022   |

- Double-double : 67
- Triple-double : 10

Dernière mise à jour : 23 mars 2025

## Vie privée
LaMelo Ball est le troisième fils, après Lonzo et LiAngelo du couple formé par LaVar Ball et sa femme Tina. Les deux parents ont évolué en basket-ball universitaire. LaVar évoluait avec les Cougars de Washington State et les Golden Eagles de l'université d'État de Californie à Los Angeles avant de devenir joueur en professionnel en football américain, avec les London Monarchs en Europe.
Lonzo, après avoir évolué avec Bruins d'UCLA, est choisi en deuxième position de la draft 2017 de la NBA par la franchise des Lakers de Los Angeles. LiAngelo a évolué avec LaMelo en Lituanie avec le club de BC Prienai.
Ball est très populaire sur le terrain mais aussi sur les médias. Il compte plus de 5 millions d'abonnés sur la plateforme Instagram et est même considéré comme une célébrité. Il est la star de la télé-réalité avec la web-série de sa famille, Ball in the Family, diffusé sur Facebook. Il est l'un des basketteurs les plus médiatisés du lycée. À seulement 16 ans, il détient sa propre paire de chaussures sur le marché. La paire, vendue par la compagnie familiale Big Baller Brand est appelée « Melo Ball 1 (MB1’S) ».